# أوسكار فريدريكسن (متزحلق)
أوسكار فريدريكسن (بالنرويجية البوكمول: Oskar Fredriksen)‏ هو متزحلق نرويجي، ولد في 9 فبراير 1909 في Lunner ‏ في النرويج، وتوفي في 19 يونيو 1991.